# Elina Danielian
Elina Danielian est une joueuse d'échecs arménienne née le 16 août 1978 à Bakou, grand maître international  (mixte) depuis 2010 et championne d'Europe féminine en 2021.
Au 1er juin 2015, Elle est la 39e joueuse mondiale et la numéro 1 arménienne avec un classement Elo de 2 470 points.

## Palmarès
Elina Danielian a remporté le championnat du monde d'échecs de la jeunesse en 1992 (moins de 14 ans) et 1993 (moins de 16 ans).
Championne d'Arménie à six reprises (en 1993, 1994, 1999, 2002, 2003 et 2004), Elina Danielian a obtenu les titres de grand maître international féminin en 1994, de maître international (mixte) en 2003 et de grand maître international  (mixte) en 2010.
En 2003, elle a remporté le championnat d'Europe par équipe. En mars 2011, elle finit première ex æquo avec Humpy Koneru du tournoi de Doha, ce qui lui permit de terminer cinquième au classement général  du Grand Prix FIDE féminin 2009-2011.
Danielian remporte le championnat d'Europe d'échecs individuel féminin en 2021.

## Résultats aux championnats du monde féminins
Danielian a participé à neuf cycles de championnat du monde féminin et à la coupe du monde de 2021.
| Année | Lieu                    | Résultat | Ultime adversaire                                                                                            | Adversaires battues                                                                                          |
| ----- | ----------------------- | --- | --- | --- |
| 1995  | Chișinău                | 25e ex æquo sur 52 joueuses du tournoi interzonal féminin de 1995 comptant pour le championnat du monde 1999 | 25e ex æquo sur 52 joueuses du tournoi interzonal féminin de 1995 comptant pour le championnat du monde 1999 | 25e ex æquo sur 52 joueuses du tournoi interzonal féminin de 1995 comptant pour le championnat du monde 1999 |
| 2001  | Moscou                  | deuxième tour                                                                                                | Xu Yuhua | Tatiana Choumiakina                                                                                          |
| 2004  | Elista                  | deuxième tour                                                                                                | Xu Yuhua | Elena Sedina                                                                                                 |
| 2006  | Iekaterinbourg, Russie  | deuxième tour                                                                                                | Alexandra Kosteniouk                                                                                         | Cristina-Adela Foișor                                                                                        |
| 2010  | Antakya, Turquie        | premier tour                                                                                                 | Tatiana Chadrina                                                                                             | |
| 2012  | Khanty-Mansiïsk, Russie | deuxième tour                                                                                                | Harika Dronavalli                                                                                            | Sopiko Khoukhachvili                                                                                         |
| 2015  | Sotchi                  | premier tour                                                                                                 | Yaniet Marrero López                                                                                         | |
| 2017  | Téhéran                 | premier tour                                                                                                 | Padmini Rout                                                                                                 | |
| 2018  | Khanty-Mansiïsk         | premier tour                                                                                                 | Hoang Thanh Trang                                                                                            | |
| 2021  | Sotchi (coupe du monde) | troisième tour (seizième de finale)                                                                          | Dinara Saduakassova                                                                                          | Gabriela Vargas Irina Bulmaga                                                                                |